# Crematogaster corvina
Crematogaster corvina är en myrart som beskrevs av Mayr 1870. Crematogaster corvina ingår i släktet Crematogaster och familjen myror. Inga underarter finns listade i Catalogue of Life.